# Kimberly Tennant
Kimberly Tennant (født 16. januar 1985) er en australsk håndboldspiller. Hun spiller på Australiens håndboldlandshold, og deltog under VM 2011 i Brasilien.